# Iconomaques
Iconomaques was een Luxemburgse kunstbeweging in de jaren 1950, bestaande uit kunstenaars die zich afzetten tegen figuratieve kunst en abstracte kunst wilden maken en promoten.

## Geschiedenis
De kunstschilders Will Dahlem, Henri Dillenburg, François Gillen, Emile Kirscht, Joseph Probst en Michel Stoffel, keramiste Colette Probst-Wurth en beeldhouwers Wenzel Profant en Lucien Wercollier stonden aan de wieg van de beweging. Zij waren allen verbonden (geweest) aan kunstenaarsgroepen als de Cercle Artistique de Luxembourg, de Nouvelle Equipe en de Société des Beaux-Arts.
Stoffel werd woordvoerder van de groep en legde bij de opening van de eerste salon uit dat de naam Iconomaques verwijst naar de iconoclasten (beeldenstormers). Hoewel de groep geen kunst uit eerdere periodes wilde vernietigen, wilde ze wel vechten tegen figuratieve, realistisch-objectieve kunst en zorgen voor een nieuwe tendens om zonder de buitenwereld te kopiëren het menselijk leven en al zijn verstoringen te vertalen. Hoewel de groep een homogene opvatting had over niet-figuratieve kunst, waren de kunstenaars heel verschillend.
De eerste Salon des Iconomaques vond van 19 juni tot 8 juli 1954 plaats in het Staatsmuseum in Luxemburg-Stad. Dahlem, Dillenburg, Gillen, Kirscht, Profant, het echtpaar Probst, Stoffel en Wercollier toonden zo'n tachtig schilderijen, sculpturen en keramiek. Een deel ervan was kort daarvoor op de Biënnale van São Paulo te zien geweest. Kunstcriticus Lucien Kayser stelt dat met deze eerste salon definitief het uur van de eigentijdse kunst in Luxemburg werd geluid.
In 1959 vond een tweede salon plaats, van 14 mei tot 7 juni 1959, opnieuw in het Staatsmuseum. Naast de groep uit 1954 toonden de kunstenaars Mett Hoffmann, Will Kesseler en Frantz Kinnen hun werk.
De tweede salon was tegelijkertijd de laatste gezamenlijke tentoonstelling van de Iconomaques. Hoewel zij hierna niet meer als groep optraden, speelden de verschillende  kunstenaars tot in de jaren 70 een dominante rol in het Luxemburgs kunstlandschap. Werk van de Iconomaques is opgenomen in de collecties van Villa Vauban en het Musée national d'archéologie, d'histoire et d'art.